# Чемпіонат світу з трекових велоперегонів 1893
Чемпіонат світу з трекових велоперегонів 1893 — перший офіційний чемпіонат світу з трекових велоперегонів, проведений під егідою Міжнародної асоціації велоспорту (ICA) — попередниці Міжнародного союзу велосипедистів. Чемпіонат проходив 11-12 серпня 1893 року в Чикаго, США в рамках Всесвітньої виставки. Він мав статус аматорського, а змагання проводилися лише у трьох дисциплінах: спринті на 1 милю, гонці на 10 км, а також у 100-кілометрових гонках за лідером. Спортсмени здебільшого представляли США та Канаду.

## Медалісти

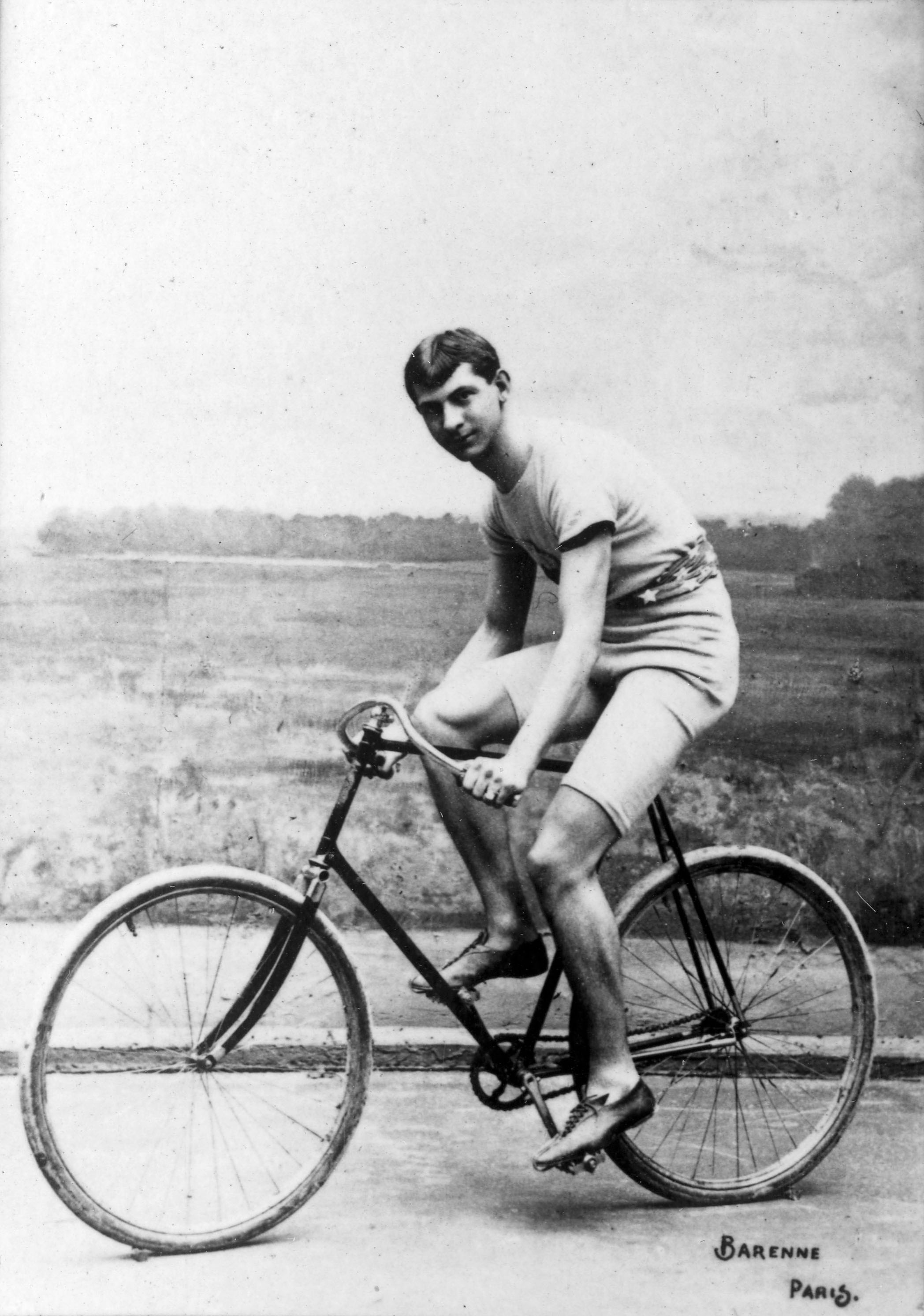
Артур Августус Циммерман — перший чемпіон світу у спринті

### Чоловіки
| Дисципліна                                   | Золото                   | Срібло            | Бронза            |
| Спринт на 1 милю                             | Артур Августус Циммерман | Джон С. Джонсон   | Джуліан Пай Блісс |
| Спринтерська гонка на 10 км                  | Артур Августус Циммерман | Джуліан Пай Блісс | Джон С. Джонсон   |
| Гонка за лідером на 100 км (напіваматорська) | Лоуренс Шмітс Мейт'єнс   | Еміль Ульбрехт    |                   |

## Загальний медальний залік
| Місце  | Країна                | Золото | Срібло | Бронза | Загалом |
| ------ | --------------------- | ------ | ------ | ------ | ------- |
| 1      | США                   | 2      | 3      | 2      | 7       |
| 2      | Республіка Трансвааль | 1      |        |        | 1       |
| Всього | Всього                | 3      | 3      | 2      | 8       |